# 六武高速公路
六武高速公路，简称六武高速，是G42沪蓉高速的一部分，全长90.8479千米。六武高速于2009年12月28日建成通车，连接皖鄂省界长岭关和合六叶高速公路，连接105国道、312国道、省道318、省道210和省道209。